# Carlos Torres (astrônomo)
| 1973 Colocolo      | 18 de julho de 1968    | com S. Cofré  |
| 1974 Caupolican    | 18 de julho de 1968    | com S. Cofré  |
| 1992 Galvarino     | 18 de julho de 1968    | com S. Cofré  |
| 2028 Janequeo      | 18 de julho de 1968    | com S. Cofré  |
| 2282 Andres Bello  | 22 de março de 1974    |               |
| 2518 Rutllant      | 22 de março de 1974    |               |
| 2654 Ristenpart    | 18 de julho de 1968    | com S. Cofré  |
| 2741 Valdivia      | 1 de dezembro de 1975  | com S. Barros |
| 2784 Domeyko       | 15 de abril de 1975    |               |
| 2858 Carlosporter  | 1 de dezembro de 1975  | com S. Barros |
| 2976 Lautaro       | 22 de abril de 1974    |               |
| 3050 Carrera       | 13 de julho de 1972    |               |
| 3361 Orpheus       | 24 de abril de 1982    |               |
| 3922 Heather       | 26 de setembro de 1971 |               |
| 3970 Herran        | 28 de junho de 1979    |               |
| 4269 Bogado        | 22 de março de 1974    |               |
| 4853 Marielukac    | 28 de junho de 1979    |               |
| 4878 Gilhutton     | 18 de julho de 1968    | com S. Cofré  |
| 4881 Robmackintosh | 1 de dezembro de 1975  |               |
| 5569 Colby         | 22 de março de 1974    |               |
| (5659) 1968 OA1    | 18 de julho de 1968    | com S. Cofré  |
| (6217) 1975 XH     | 1 de dezembro de 1975  | com S. Barros |
| (6888) 1971 BD3    | 27 de janeiro de 1971  | com J. Petit  |
| (6889) 1971 RA     | 15 de setembro de 1971 | com J. Petit  |
| (6940) 1972 HL1    | 19 de abril de 1972    |               |
| (7045) 1974 FJ     | 22 de março de 1974    |               |
| (7151) 1971 SX3    | 26 de setembro de 1971 |               |
| (7975) 1974 FD     | 22 de março de 1974    |               |
| (8605) 1968 OH     | 18 de julho de 1968    | com S. Cofré  |
| (9917) 1979 MK     | 26 de junho de 1979    |               |
| (10993) 1975 XF    | 1 de dezembro de 1975  | com S. Barros |
| (12660) 1975 NC    | 15 de julho de 1975    | com S. Barros |
| (16352) 1974 FF    | 22 de março de 1974    |               |
| (17350) 1968 OJ    | 18 de julho de 1968    | com S. Cofré  |
| (27655) 1968 OK    | 18 de julho de 1968    | com S. Cofré  |
| (29079) 1975 XD    | 1 de dezembro de 1975  | com S. Barros |
| (43722) 1968 OB    | 18 de julho de 1968    | com S. Cofré  |

Carlos Torres é um astrônomo da Universidade do Chile. Entre 1968 e 1982, ele descobriu ou co-descobriu um grande número de asteroides na Estação Astronômica Cerro El Roble da Universidade do Chile.